# Halvonkel
Ens halvonkel/halvtante, er børn/svigerbørn af ens grandonkel. De halvonkler/halvtanter, der ikke har giftet sig ind i familien, er altså ens fars/mors fætre eller kusiner. Børnene af disse er ens halvfætter eller halvkusine. 
Personer der er halvfætre/halvkusiner til hinanden kaldes nogle gange for næstsøskendebørn, men betegnelsen næstsøskendebarn har dog flere betydningsmuligheder på dansk.
Uofficielt bruges også betegnelsen "kvartonkel/kvarttante" og "kvartfætter/kvartkusine" om en forælders halvfætter/halvkusine og dennes søn/datter.
At være halvfætter eller halvkusine til en person kan også ses i sammenhæng med halvbror og halvsøster og betegner så, at vedkommende er fætter/kusine til en halvbror/halvsøster til personen. De har intet fælles ophav.